# حیدر خان چهارلنگ بختیاری
حیدر خان چهارلنگ بختیاری فرزند علیمردان خان چهارلنگ بختیاری، نایب السطنه شاه اسماعیل سوم صفوی و شاه سلطان حسین دوم صفوی در بین سال‌های ۱۱۶۴ تا ۱۱۶۸ بود؛ که مبارزاتی با حکومت زندیه در منطقه  بختیاری داشت
پس از ترور علیمردان خان نایب السلطنه (مختارالدوله) در سال ۱۱۶۷ هجری قمری (یا ۱۱۶۸ ه‍. ق) توسط نیروهای زندیه، که جدّی‌ترین رقیب کریم خان زند برای کسب سلطنت در ایران بود، بختیاری‌ها به دلایلی همچون سیاست‌های تفرقه انگیزانهٔ حکومت زند نتوانستند قدرت را از آن‌ها بازپس گیرند اما در این میان حیدرخان فرزند علیمردان خان نایب السلطنه از طایفهٔ محمودصالح (مَمصالح) چهارلنگ که یکی از سرداران مهم پدرش نیز بود در کوه‌های بختیاری بخصوص در منطقهٔ «سردشت» و شمال دزفول علیه حکومت زندیه مبارزاتی داشت. قلعه ای که حیدرخان در آن جای داشت مبتنی بر برخی منابع تاریخی مانند: رستم التّواریخ (رستم الحُکَما)، ناسِخ التّواریخ 'تاریخ قاجاریه'(محمّد تقی خان لسان المُلک سپهر)، مرآةُ البلدان (میرزا محمّد حسن خان اعتمادالسلطنه)، روضةُ الصّفای ناصری(رضاقلی خان هدایت تبرستانی)، خوزستان و لرستان در عصر ناصری (به روایت فرمان‌های ناصرالدّین شاه قاجار و مکاتبات امیر کبیر و میرزا آقاخان نوری با احتشام الدوله حاکم خوزستان و لرستان)، تاریخ بختیاری(علیقلی خان سردار اسعد بختیاری و عبدالحسین خان لسان السلطنهٔ سپهر)، سیری در قلمرو بختیاری و عشایر خوزستان(لایارد، استاک، مادام بیشوب، لینچ و ویلسون)، یادداشت‌ها و خاطرات سردار ظفر بختیاری به «قلعهٔ دِز»، «مِندزون» یا «قلعهٔ استوار» معروف بوده‌است.
محمّد هاشم آصف (رستم الحُکَما) در کتاب رستم التّواریخ اینگونه نقل می‌کند: «دیگر آنکه عالیجاه یکه شیر بیشهٔ دلاوری، نهنگ دریای بهادری، حیدرخان بختیاری سر ایل طایفهٔ چهارلنگ، از روی غرور و نخوت از فرمان لازم الاذعان والاجاه کریم خان وکیل الدوله جم اقتدار زند شیرگیر همت بلند تمرّد ورزید و سرکشید و بر بالای کوه عظیمی در دز محکمی که در متانت مانند آن در همهٔ عالم یافت نمی‌شد، جای گرفت و شروع نمود به راه زنی و چنان مکان صعب و خطرناکی داشت که چاره او بهیچوجه من الوجوه با عقل صورت پذیر نبود. والاجاه کریم خان وکیل الدوله جم اقتدار، عالیجاه علی محمد خان شیر کش زند با لشکر بسیار و آتشخانه بیشمار و دبدبهٔ سرداری و کوکبهٔ سالاری بجانب آن کرد[گُرد] مأمور فرستاد، عالیجاه علی محمّد خان مذکور هر چند اندیشه نمود و چنان دانست که چاره آن کرد[گُرد] نامور را بلشکر و آتشخانه و ضرب و زور نمی‌تواند نمود، روزی از روی مردانگی و فرزانگی آلات حرب از خود گشود و دامان بر کمر زد و از لشکر گاه خود تنها بیرون آمده و از کوه گردون سا بالا رفته بلطایف‌الحیل بسیار او را با عزّت داخل دز نمودند و با عالیجاه حیدر خان مصافحه و معانقه و بر سر سفره نشستند و با هم طعام خوردند و عالیجاه علی محمد خان آن کرد[گُرد] نامور را مُستَمِآل و خاطر جمع کرد و مطمئن القلب نموده و او را از دز بیرون آورد و از دز برادر وار بزیر آمدند و بدرگاه عرش اشتباه و دربار معدلت مدار و آستان برکت نشان دارای ایرانمدار خسرو جم اقتدار والاجاه کریم خان وکیل الدوله کامکار شرفیاب گشتند. آن خسرو والا همت مالکرقاب چشم از جرم و خطای آن کرد[گُرد] نامور پوشیده و او را نوازش بسیار نموده و او را سراپا مُخلّع و مُشرّف کرد».
بر اساس برخی منابع هم عصر دورهٔ زند مانند گیتی گشا در تاریخ زندیه از میرزا محمّد صادق موسوی (نامی) و گلشن مراد از میرزا ابوالحسن غفّاری کاشانی و همچنین منابع عصر قاجار مانند فارسنامهٔ ناصری از میرزا حسن حسینی فسایی و تاریخ بختیاری از علیقلی خان سردار اسعد بختیاری و عبدالحسین خان لسان السلطنهٔ سپهر، در سال ۱۱۷۶ ه‍.ق برای جلوگیری از شورش‌ها و تحرکات بعدی بختیاری‌ها بر ضد حکومت زندیه، وکیل الرُّعایای زند دستور تبعید اجباری خانه وارهای زیادی از آن‌ها را صادر کرد میرزا محمّد صادق موسوی (نامی) تاریخ‌نگار دربار زند و مؤلف کتاب گیتی گشا در تاریخ زندیه در این باره چنین می‌نویسد: «جمیع خزاین و دفاین و آلات و اسباب و اغنام و دوآب و مجموع مایعرف ایشان را به حیطهٔ اکتساب درآورده، مراجعت برکاب ظفر انتساب کردند و قاطبهٔ آن طایفه را از آن کوه که هر قلّه اش برتر از رفعت افلاک و هر شقّه اش بر زیر اوج سماک بود کوچانیده، جماعت هفت لنگ را در توابع دارالمؤمنین قم و جماعت چهارلنگ را در بلوک فسا توابع فارس مسکن و موطن دادند و احکام مطاعه عزّ صدور یافت که در الکای فارس و توابع قم جای زراعت و مکان فلاحت و مراتع و مزارع بایشان داده، جوانان توانا و مردان کار آزمای آن طایفه را سلک ملازمان رکاب منسلک و یراق حرب و آلات صرب مرحمت و ملاحظه‌شان فرمودند و سه هزار نفر از آن طایفه بشرف ملازمت مستسعد گردیدند».
اما عبدالحمید حیرت سجّادی مؤلف کتاب ایلات و عشایر کردستان می‌نویسد: «کریم خان زند پس از قتل علیمردان خان بختیاری به جا بجائی طوایف بختیاری دست زد و هفت لنگ‌ها را به اطراف قم و ورامین و چهارلنگ‌ها را به نزدیکی فسای فارس کوچاند و حیدرخان چهارلنگ و سایر سران مهم بختیاری را در شیراز به گروگان نگه داشت و بدینسان سلطهٔ خود را بر بختیاری تحکیم کرد (سال ۱۱۷۶ ه‍. ق)».
با مرگ کریم خان زند بختیاری‌های تبعید شده در فارس به موطن خود بازگشتند (به جز طوایفی همچون «نوتَرکی» چهارلنگ که برای همیشه در تنگ کَرَم فسا ماندگار شد).
با به قدرت رسیدن محمّد صادق خان برادر کریم خان زند در سال ۱۱۹۳ ه‍.ق که در زمان حیات زند وکیل بین این دو برادر عداوت و نفاق وجود داشت و الوار بختیاری و فِیلی برعکس کریم خان با جانشینان او رابطهٔ خوبی داشتند، از همین رو محمّدصادق خان زند برای سرکوبی برخی شورش‌ها و نا آرامی‌ها در اطراف و اکناف فارس و دیگر مناطق و مرزهای ایران از جنگاوران لرِ بختیاری و فِیلی یاری جُست. میرزا ابوالحسن غفّاری کاشانی مؤلف گلشن مراد در این باره چنین می‌نویسد: «دیگر باره نوّاب محمّدصادق خان زند لشکری انبوه و جیشی فزون از دریا و کوه، به سرکردگی چند نفر از خوانین معتبر مثل: علیخان ولد حاتم خان کرد قراچورلو، حیدرخان بختیاری و چراغ خان فِیلی به تاخت و تاراج آن نواحی و آن گروه فرستاد. جمهور سکنه و مطوطّنین ولایت مزبور و رعیت ایل مذکور از دهشت ورود سرکردگان و سپاه مأمور از جان به ستوه آمده، بعضی از کلانتران و سرخیلان خود را به رسم استعانت به درگاه آستان نوّاب جهانبان کشورستان ارسال داشته از حضرتش که پناه پیچارگان پریشان حالت و امید آورگان از وطن و ولایت است دادخواه و طاب اعانت گشتند»
پ. ن: «قلعهٔ دز» یا «قلعهٔ استوار» در زمان استیلای محمّد مهدی خان فرزند محمّدحسین خان فرزند ابدال خان محمودصالح چهارلنگ بر آن، «مِندِزون» یا «میان دِزان» نام داشت اما پس از مبارزات محمّدعلی خان اوّل (پدر بزرگ محمّدعلی خان دوم و علیمردان خان دوم یا «شیرعلیمردان خان») فرزند الله کرم خان فرزند محمّدحسین خان محمودصالح در همین قلعه (شمال شهرستان دزفول) که از سال ۱۲۶۷ تا ۱۲۷۱ ه‍.ق نبردهایش علیه حکومت ناصرالدّین شاه قاجار و احتشام الدوله (خانلَر میرزا) حاکم بختیاری، خوزستان، بروجرد و لرستان به طول انجامید، از آن پس این قلعه به «دژ محمّدعلی خان چهارلنگ» یا «دِز مَمدِلی خان» معروف شد. این دژ بر فراز کوهی بلند قرار گرفته و بر اساس منابع مهم دورهٔ قاجاریه، دژی صعب العبور و بسیار سخت و استوار توصیف شده‌است. از بنای قلعه بعدها به دلایلی همچون تخریب عمدی، سهل انگاری‌ها و ناملایمات جوّی به مرور زمان چیز زیادی باقی نمانده‌است